# Wacław Wojciechowski
Wacław Jerzy Wojciechowski (ur. 6 maja 1947 w Milanówku) – polski inżynier i polityk, poseł na Sejm PRL IX kadencji, przewodniczący Miejskiej Rady Narodowej Pruszkowa (1984–1990). 

## Życiorys
Pochodzi z Podkowy Leśnej. Działacz ZHP, ZMS i ZMW. Ukończył w 1978 studia na Politechnice Warszawskiej, a następnie studia podyplomowe z organizacji i zarządzania w Szkole Głównej Planowania i Statystyki. Po studiach zatrudniony w Urzędzie Miejskim Pruszkowa, następnie od 1979 jako zastępca dyrektora w Pruszkowskich Zakładach Materiałów Izolacyjnych. Od 1972 należał do Polskiej Zjednoczonej Partii Robotniczej. W latach 1984–1990 sprawował przez dwie kadencje funkcję przewodniczącego Miejskiej Rady Narodowej Pruszkowa. Wcześniej zasiadał w Powiatowej Radzie Narodowej (1973–1975) oraz Miejskiej Radzie Narodowej Pruszkowa (1975–1984). 
W 1985 uzyskał mandat posła na Sejm PRL IX kadencji w okręgu Warszawa Ochota z ramienia PZPR. Zasiadał w Komisjach Administracji, Spraw Wewnętrznych i Wymiaru Sprawiedliwości; Budownictwa, Gospodarki Przestrzennej, Komunalnej i Mieszkaniowej; Nadzwyczajnej do rozpatrzenia projektu ustawy o zmianie ustawy Ordynacja wyborcza do rad narodowych oraz w Komisji Nadzwyczajnej do rozpatrzenia projektu ustawy o mieniu komunalnym. Był sekretarzem Warszawskiego Zespołu Poselskiego. Należał do inicjatorów przywrócenia święta narodowego w dniu 11 listopada. W wyborach w 1989 bez powodzenia ubiegał się o reelekcję, przegrywając nieznacznie w II turze. Odznaczony Brązowym Krzyżem Zasługi i Medalem 40-lecia Polski Ludowej, w 2004 otrzymał Krzyż Kawalerski Orderu Odrodzenia Polski.
W okresie III Rzeczypospolitej prowadził działalność gospodarczą na własny rachunek. W latach 90. był pracownikiem spółki Eastern Enterprises (w tym jej wiceprezesem), następnie pracował dla PPHU Pol-Press (1999–2002) oraz w Wojewódzkiej Stacji Sanitarno-Epidemiologicznej w Warszawie (od 2002). W okresie rządów SLD-UP był członkiem zarządu spółki PEKAES SA. 
Związany z samorządem terytorialnym, zasiadał w radzie powiatu pruszkowskiego.